# Jewgienij Marcinowski

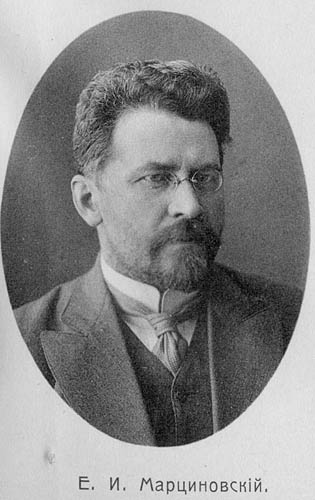
Jewgienij Marcinowski

Jewgienij Iwanowicz Marcinowski (ros. Евгений Иванович Марциновский, ur. 7 marca?/19 marca 1874 w Mścisławiu, zm. 25 lipca 1934 w Moskwie) – rosyjski lekarz chorób zakaźnych, epidemiolog i parazytolog.
W 1920 zorganizował Instytut Chorób Tropikalnych (od 1934 Instytut Parazytologii Medycznej i Medycyny Tropikalnej) w Moskwie, którego został pierwszym dyrektorem. Był jednym z organizatorów walki z malarią na terenie ZSRR.